# Svend Knudsen
Sven Valdemar Knudsen (18. januar 1896 på Østerbro i København – 28. januar 1989 i Nakskov) var en dansk fodboldspiller.
Knudsen spillede på midtbanen i Akademisk Boldklub og vandt det danske mesterskab 1919.
Han spillede seks A-landskampe 1918-1919.
Han var i en årrække adjunkt på Gammel Hellerup Gymnasium, og var engageret i spejderbevægelsen. Han ledede blandt andet det store lejrbål i ulvedalene under 2. verdensjamboree på Ermelunden i 1924. I 1921 tog han på en rejse jorden rundt sammen med sin hustru, der også var spejder. De sejlede til New York, hvor de købte en bil hos Ford, lærte (nogenlunde) at køre den og tog afsted på en rejse, der bragte dem tværs over USA, over stillehavet til Japan, videre over Shanghai - Hong Kong - Bangkok - Singapore - Sri Lanka - Ægypten - Italien. Bilen var med på sørejserne og bragte dem fra Italien til Danmark. Formålet med turen var at opleve drenges vilkår i skole og fritid verden over, og udover en bog om selve rejsen (Med Sven Spejder jorden rundt), gav rejsen stof til bøgerne Alverdens glade Drenge.